# 李宜春
李宜春（1530年—？），字叔芳，號東亭，山東東昌府莘縣人，明朝官員。同進士出身。

## 生平
李宜春為嘉靖四十年（1561年）辛酉科山東乡试第三十二名舉人，隆慶二年（1568年）戊辰科會試中式三百九十二名，因丁憂回籍守喪，隆慶五年（1571年）補應辛未科殿試，成為三甲一百三十七名進士。礼部觀政，本年授順天府固安縣知縣，任內治理水患，政績卓著。万历三年（1575年）行取，陞南京戶部山西司主事，八年歷升员外郎、郎中。十年（1582年）出任四川夔州府知府，政務為之一興。十五年京考，因事被貶官為兩淮盐运司判官，十六年十月升太仆寺丞，十八年陞戶部员外郎，丁憂歸。二十一年起复户部员外郎，升郎中，同年七月因才望被提拔為通政司右參議。萬曆二十五年（1597年）四月，被給事中戴士衡彈劾而乞休引歸。民國《莘縣志》有傳。

## 家族
曾祖李鐸；祖父李文節；父李錦，母于氏；前母王氏；繼母師氏。弟應春，监生。